# Gulkantad sammetslöpare
Gulkantad sammetslöpare (Chlaenius vestitus) är en skalbaggsart som först beskrevs av Gustaf von Paykull 1790.  Gulkantad sammetslöpare ingår i släktet Chlaenius, och familjen jordlöpare. Arten är reproducerande i Sverige.

## Bildgalleri

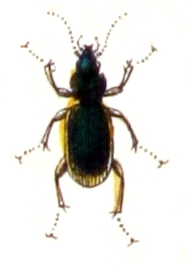
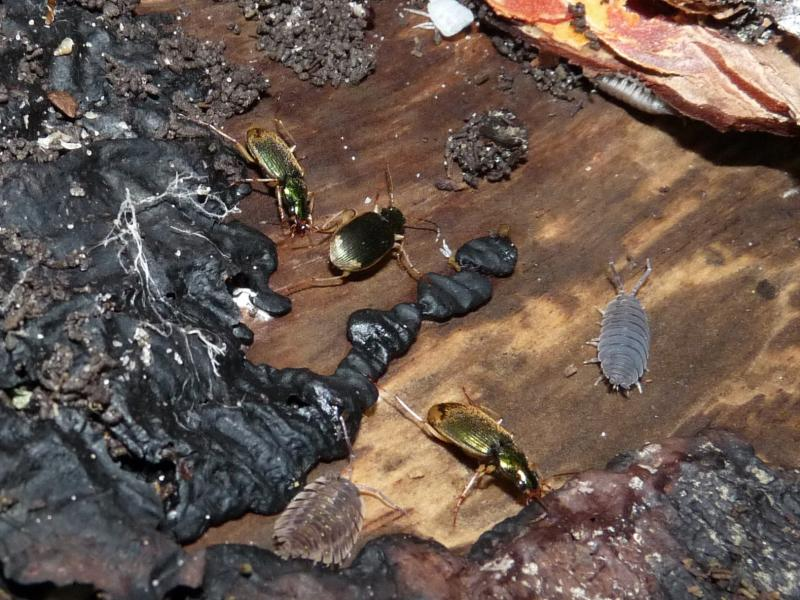
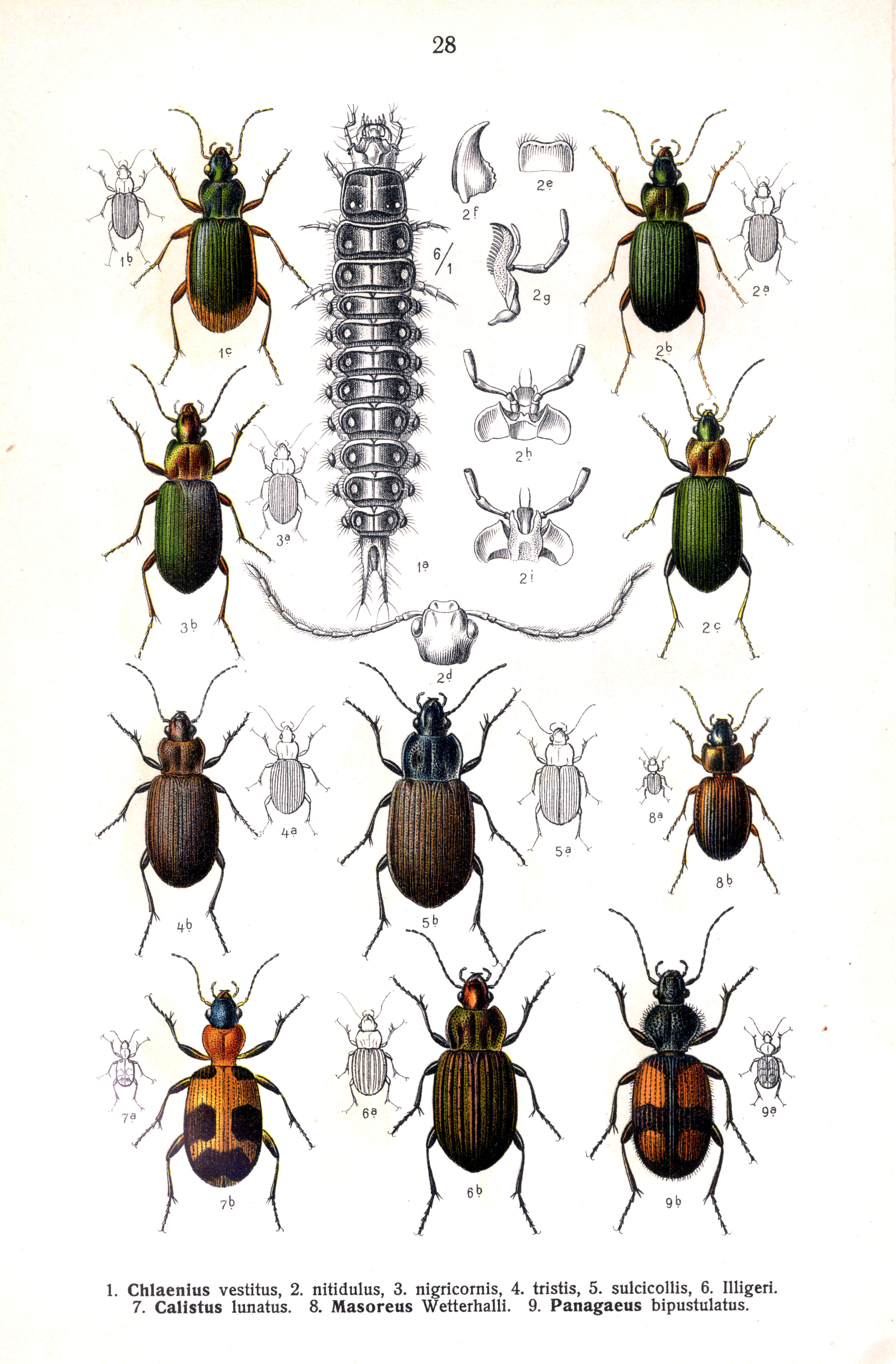